# Фонтанка
Фонта́нка — водоток в Санкт-Петербурге, протока дельты реки Невы, пересекающая центральную часть города. Длина — 7,6 км, ширина от 35 до 70 м, глубина от 2,6 до 3,5 м. Вытекает из Невы слева, у Летнего сада, и впадает в Большую Неву к северу от Гутуевского острова.
До появления Обводного канала в XIX веке левый берег Фонтанки относился к материку, а правый образовывали острова: Летний Сад, Спасский, Покровский, Коломенский и Галерный. Впоследствии Галерный остров был объединён с Коломенским, а левый берег стал частью Безымянного острова.
Топоним также используется как обиходное наименование набережной реки Фонтанки.

## История

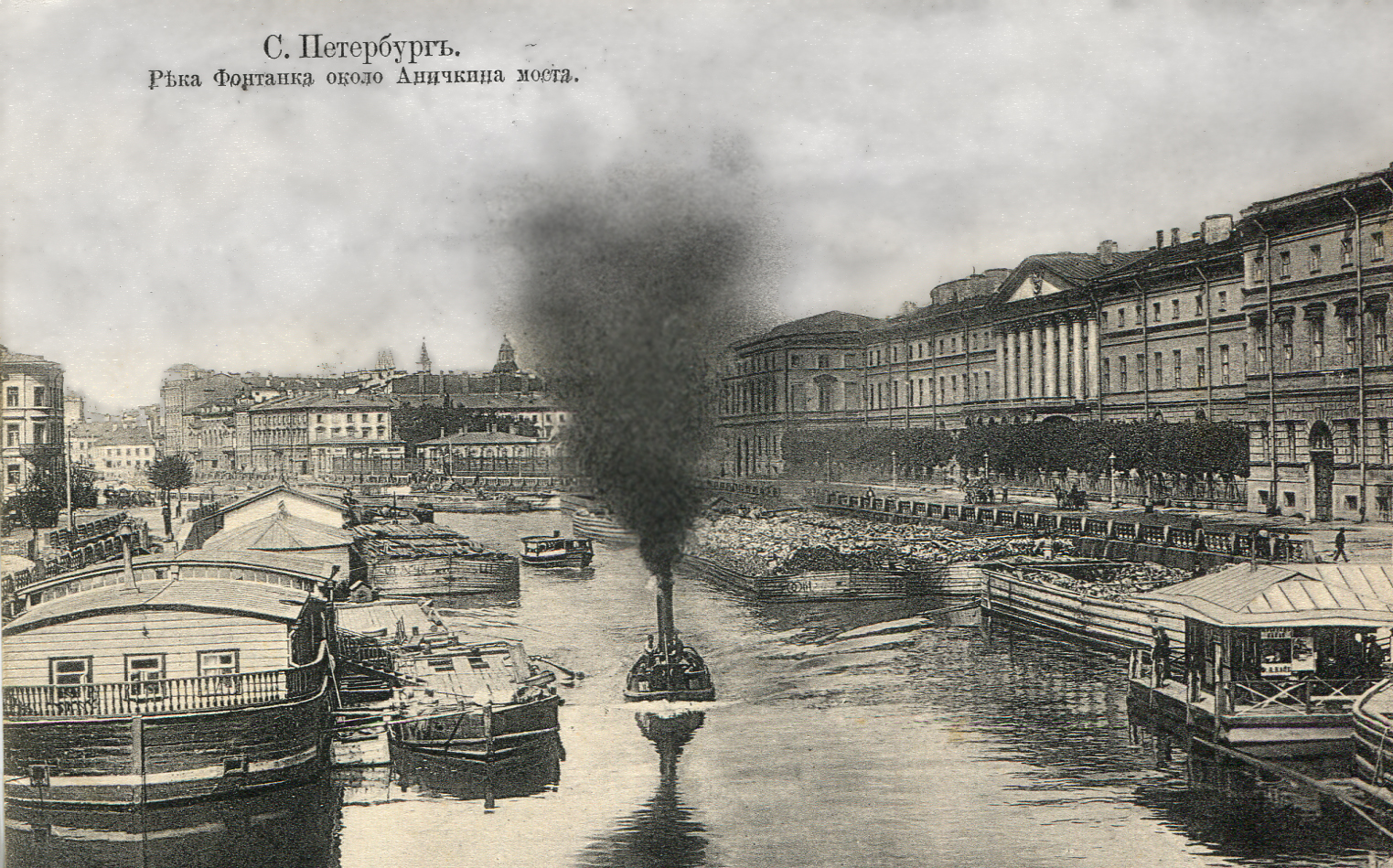
Фонтанка у Аничкова моста. Фото не позже 1915 года

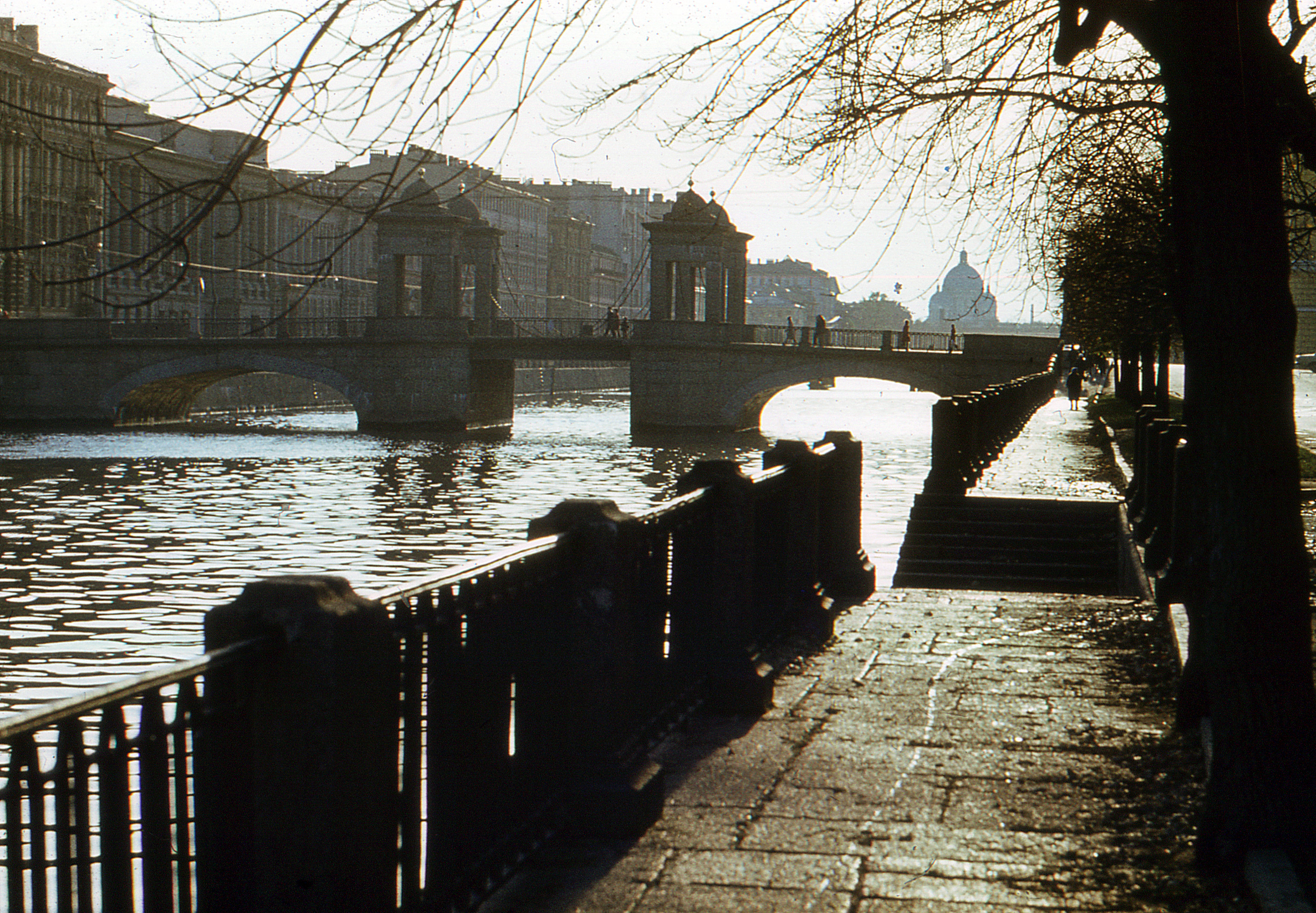
Фонтанка и Чернышёв мост, на горизонте виден Троицкий собор

Название связано с устройством фонтанов Летнего сада, через Фонтанку были переброшены трубы из бассейна Лиговского канала.
До 1712—1714 годов называлась Ериком или Безымянным Ериком и представляла собой болотную речку, образующую в своём течении острова и заводи. В переписной книге Водской пятины 1500 года фигурирует выразительный[уточнить] топоним река Голодуша. Затем именовалось Фонтанной рекой (речкой), с 1737 года получила современное название. На момент строительства первого моста через Безымянный Ерик ширина водной преграды составляла около 200 метров, но по мере освоения мелководий для строительства её ширина существенно уменьшилась. В 1743—1752 годах она была расчищена и укреплена деревянной набережной. Современные очертания зеркало Фонтанки приобрело с тех пор, как в 1780—1789 годах её вторично расчистили и углубили, а берега одели в гранит.
У истока Безымяного Ерика стояли деревни Враловщина и Кандуя, на месте Александринского театра — деревня Усадица. В низовье реки была небольшая ижорская деревня, известная с XVII века. На одних старинных картах написано Кальюла, на других — Каллина. В первые годы строительства Петербурга название деревни было переделано на русский лад и её стали именовать Калинкиной. Это название запечатлено во многих топонимах, в том числе в названии Старо-Калинкиного моста.
В XVII веке протока была мелководной, болотистой, местами значительно шире современной Фонтанки. Тем не менее, глубины этой речки хватило для проведения успешной диверсионной операции с участием более чем десятка лодок. Когда в мае 1703 года два шведских корабля «Астрильд» и «Гедан» вошли в Неву, Пётр I смог воспользоваться тем обстоятельством, что Безымянный Ерик, имея исток из Невы далее Заячьего острова, в неё же и впадает значительно ниже по течению, не так далеко от Финского залива. Часть лодок со стрельцами под командованием поручика Меншикова осталась неподалёку от устья будущей Фонтанки, скрывшись за островом Ламмасари (Овечий), а другая половина во главе с бомбардир-капитаном Петром Михайловым спустилась вниз по течению Безымянного Ерика до Калинкиной деревни (Кальюлы). В результате под утро шведские корабли оказались в «клещах», вдобавок, усилился ветер и начался проливной дождь, значительно ухудшивший видимость. Группа Меншикова вышла из верховьев Безымянного Ерика и атаковала шведов. В свою очередь, группа Петра Михайлова одновременно подошла с тыла. Стрельцы взяли на абордаж корабли противника и порубили всех сопротивляющихся. По поводу триумфальной победы была отлита наградная медаль с надписью: «Небывалое бывает».
В 1780—1789 по проекту А. В. Квасова под руководством Ф. В. Бауэра началось сооружение гранитных набережных, спусков и подъездов к реке. Более 4000 человек были заняты в работе по проекту в 1787 году. Возможно, в это время случилась первая стачка — 400 «челобитчиков» отправились к Зимнему дворцу просить защиты от «произвола подрядчиков». Делегаты оказались под стражей. Строительство завершают И. Борисов и К. Модерах. К концу XVIII века русло реки было спрямлено.

## Мосты
Через реку переброшено 15 мостов:
1. Прачечный мост (1769)
2. Пантелеймоновский мост
3. Мост Белинского (1733)

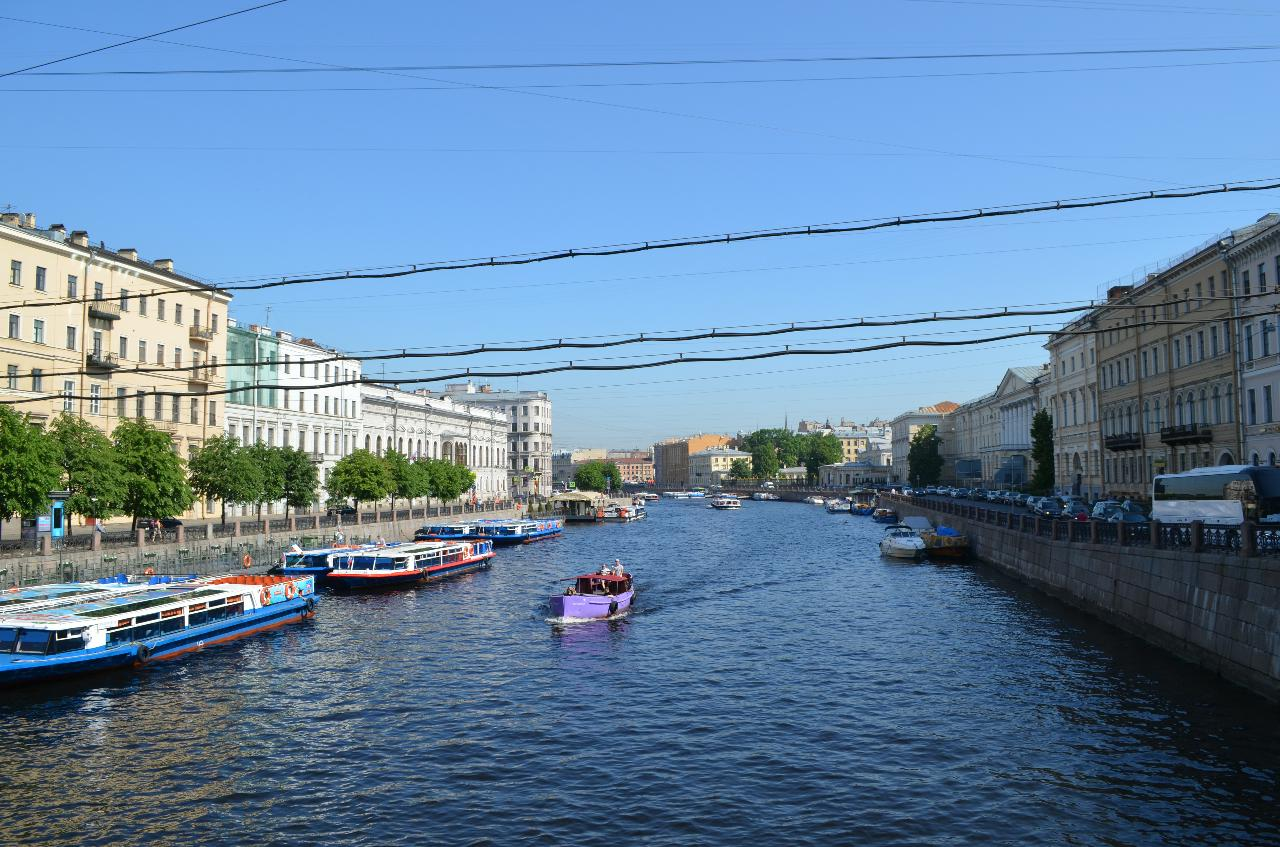
Фонтанка с Аничкова моста

4. Аничков мост (1716) в створе Невского проспекта.
5. Мост Ломоносова
6. Лештуков мост
7. Семёновский мост в створе Гороховой улицы.
8. Горсткин мост (1898)
9. Обуховский мост в створе Московского проспекта.
10. Измайловский мост в створе Измайловского проспекта.
11. Красноармейский мост (1956)
12. Египетский мост в створе Лермонтовского проспекта.
13. Английский
14. Старо-Калинкин мост
15. Галерный мост.

## Фауна
Ввиду прохождения через центр города Фонтанка значительно загрязнена. Рыбакам в Фонтанке удаётся ловить окуней и ершей.

## Значение

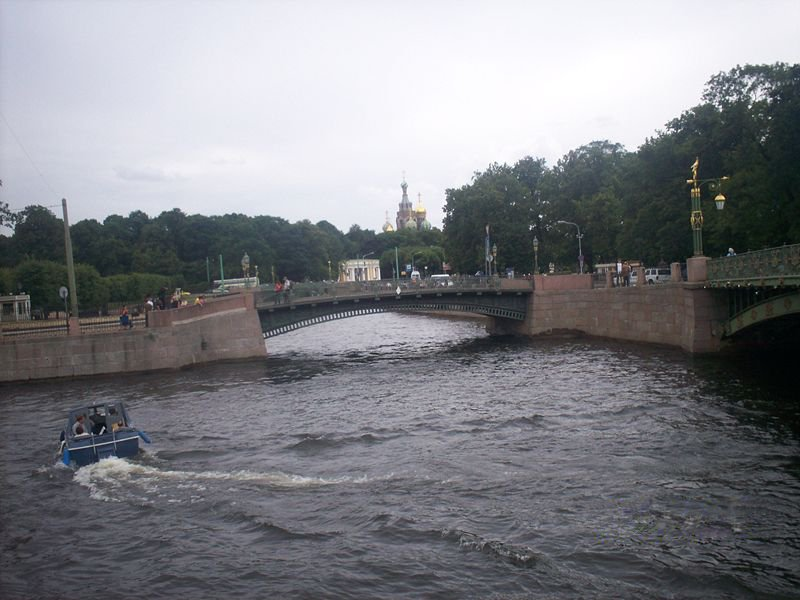
Исток реки Мойки из Фонтанки

С 1730-х годов до середины XVIII века Фонтанка служила южной границей города. Берега застраивались усадьбами, первой из них стал Летний сад с Летним дворцом Петра I. Несмотря на то, что в 1760-е годы городской чертой стал Обводный канал, Фонтанка осталась границей парадной застройки Петербурга.